# Canal de Jonction (Dunkerque)

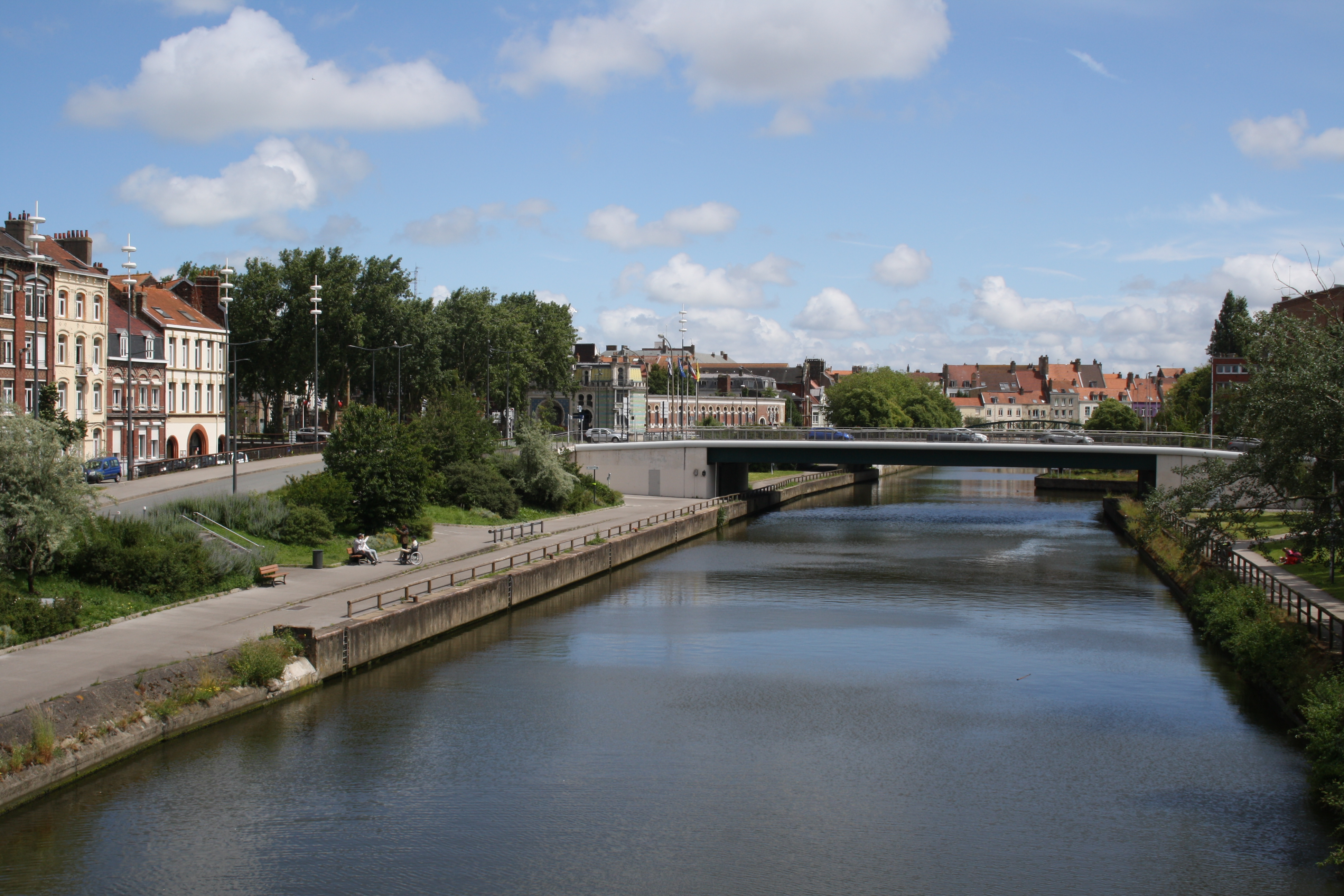
Der Canal de Jonction nordöstlich der Eisenbahnbrücke

Der Canal de Jonction ist ein Schifffahrtskanal in der französischen Stadt Dunkerque (Dünkirchen).

## Geschichte und Beschreibung

Lage des Canal de Jonction in Dunkerque

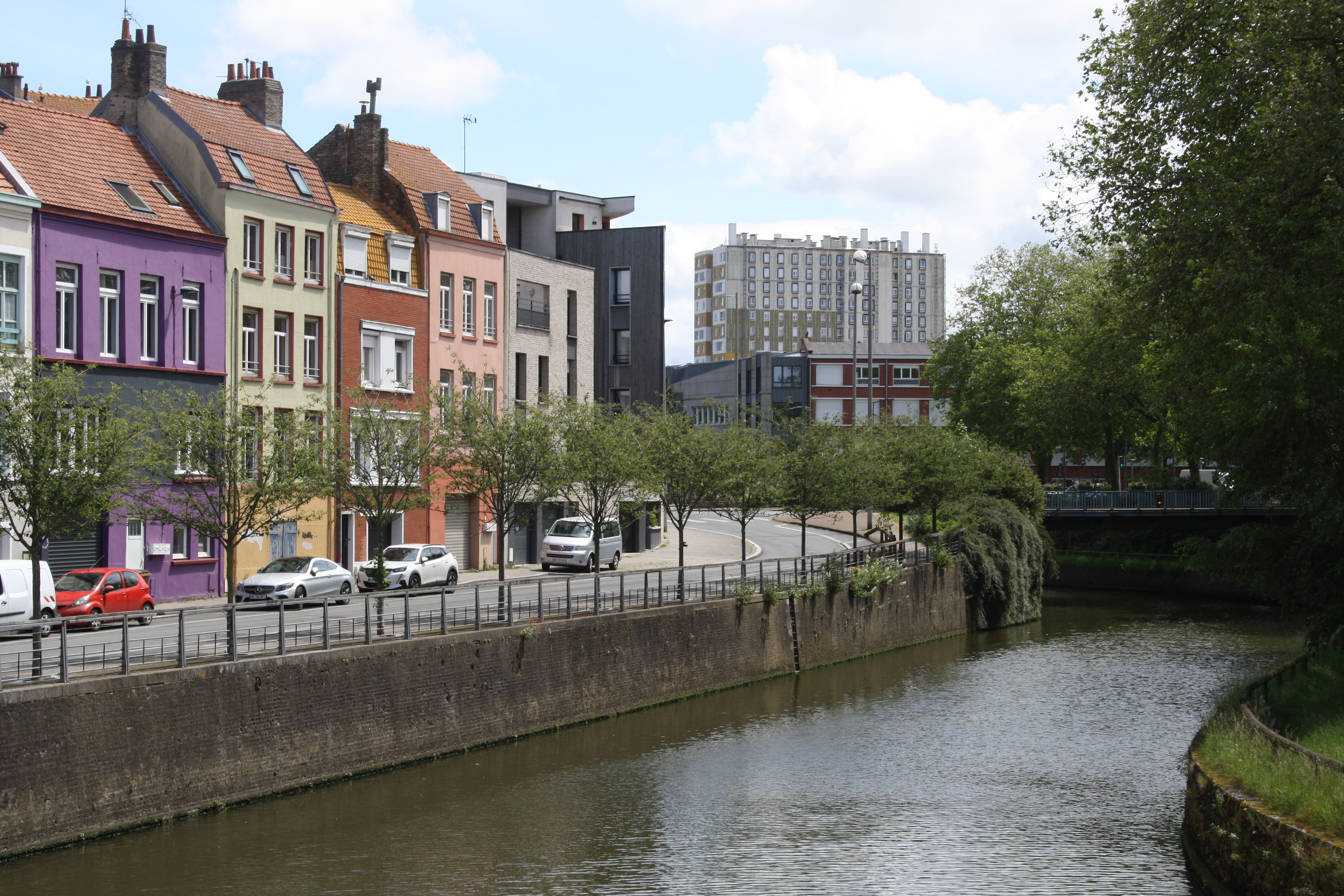
S-förmiger Verlauf des Kanals am Rand der Altstadt

Der kurze Kanal wurde Anfang des 18. Jahrhunderts zur Verbindung bereits bestehender Kanäle angelegt. Er verknüpft im Stadtgebiet von Dunkerque die Kanäle Canal de Bourbourg, Canal de l’Île Jeanty, Canal de Bergues und Canal de Furnes sowie einst den Canal des Moëres und den Canal de la Cunette untereinander. 1715 erreichte in der Fortführung der Achse des Canal de Jonction der Canal de Mardyck jenen von Westen her. An dieser Stelle, die zu einer Kreuzung mit dem Canal de Bourbourg und dessen um 1850 gebauter Fortsetzung Canal de l’Île Jeanty wurde, beginnt der Canal de Jonction. Er endet nach ca. 1,25 Kilometern am Ort der ehemaligen achteckigen Schleusenkammer Quatre-Écluses.
Zunächst geradlinig von Südwesten nach Nordosten verlaufend ist er anfangs rund 50 m breit, ehe er nach 200 m auf ca. 15 m Breite reduziert die dort gebündelten Gleise der Bahnstrecken Arras-Dunkerque und Dunkerque–Bray-Dunes unterquert. Bei einer Breite von etwa 25 m erreicht er nach knapp 200 m die ehemalige Kreuzung mit dem Canal de Bergues. Jener führte ursprünglich über den Canal de Jonction hinaus in den Hafen, zuletzt in das Hafenbecken Bassin de l’Arriere-Port; diese Verbindung ist aber nicht mehr existent.
Nach weiteren 250 m biegt der Kanal, bei erneut auf ca. 15 m reduzierter Breite, am Rand der Altstadt nach Südosten ab und schwenkt nach rund 120 m nach Osten zurück. 330 m weiter erreicht er die Kreuzung mit dem Canal exutoire des Wateringues (→ Canal de Bergues), ehe er an der Schleuse Écluse de Furnes endet, die ihn mit dem Canal de Furnes verbindet. Diese Schleuse, unter der das Wasser des Canal des Moëres hindurchgepumpt wird, wurde an der Stelle der Quatre-Écluses errichtet.